# فيليب رحمة
فيليب رحمة أو فيليب رحمى (5 يونيو 1965 - 1 أكتوبر 2017) هو شاعر وكاتب سويسري.

## السيرة الذاتية
فيليب رحمة هو شاعر وروائيولد من أم ألمانية وأب فرنسي مصري. درس التاريخ والفنون وعلم المصريات في مدرسة اللوفر في باريس، وتخرج من جامعة لوزان في مجال الأدب والفلسفة.
فيليب رحمة هو أحد الأعضاء المؤسسين من في الموقع الفرنسي الأدبي على الشبكة العنكبوتية. remue.net ، وهو من المشجعين لاستخدام الإنترنت في نشر الأدب المعاصر عبر الإنترنت . وهو مؤلف نشرت في فرنسا وإيطاليا وسويسرا والصين.
فيليب رحمة كما ينشط كمصور وكمخرج للأفلام القصيرة المستقلة الحائز على الجوائز. فيليب رحمى يعاني من مرض تكون العظم الناقص ، وهو عضو فاعل في العديد من الجمعيات ذات الصلة بهذا المرض . وهو كتابة أيضا أغنيات لفرقة الروك «أنا في حاجة البنزين يا بلادي».
فيل رحمة منح جائزة Charmettes - جان جاك روسو 2006. وهو يعمل حاليا على المشاريع الأدبية والوسائط المتعددة حول المدن المهجورة.